# U144 (潜水艦)
U144は、ドイツ海軍の潜水艦。IID型Uボートの一隻。

## 艦歴
1940年1月10日起工。同年8月24日に進水し、10月2日に就役。
1941年6月23日、ヴェンツピルス沖でソ連潜水艦「M-78」を雷撃で沈める。
1941年8月10日、フィンランド湾でソ連潜水艦「ЅС-307」によって撃沈された。